# Daniel Berrigan

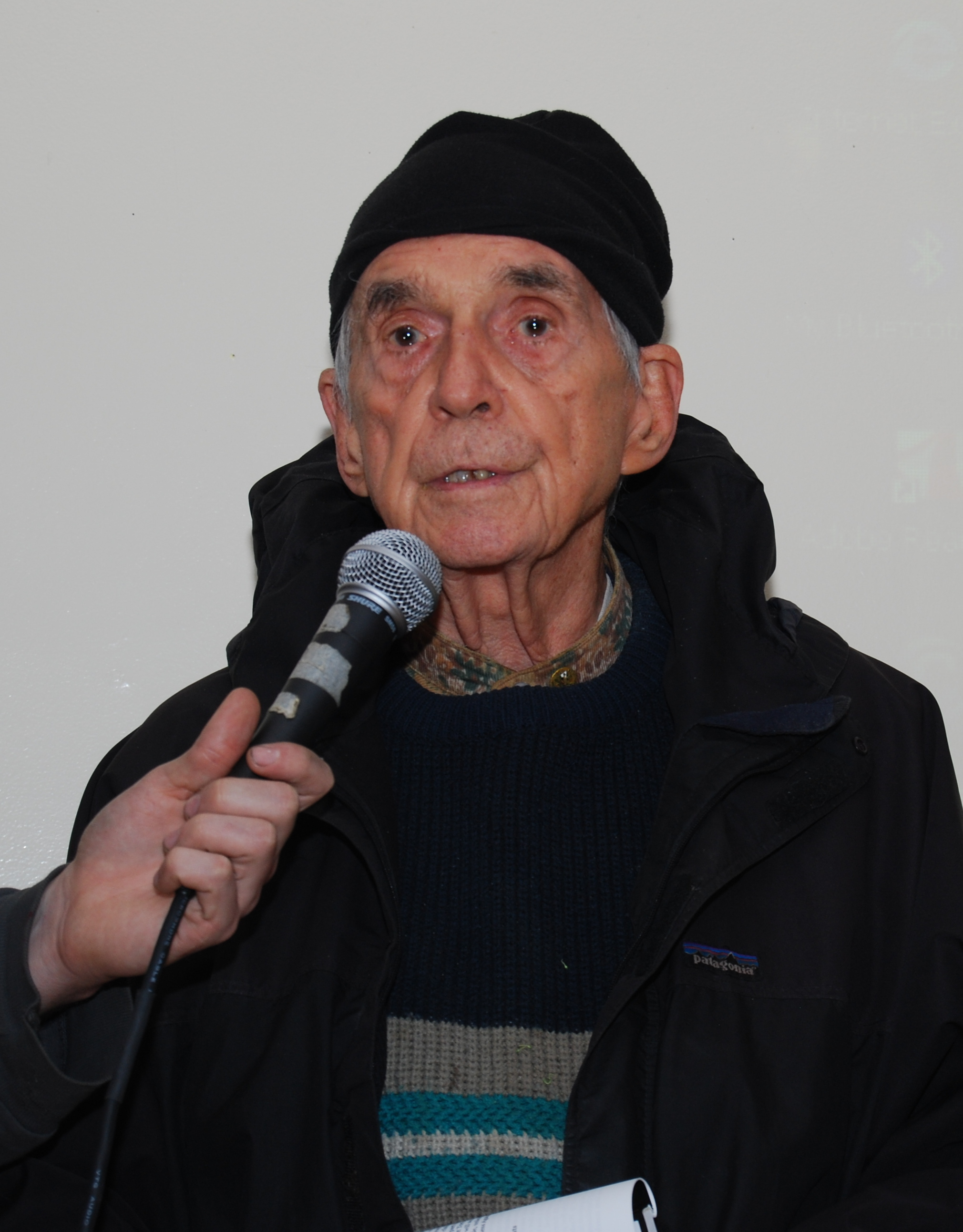
Daniel Berrigan (2008)

Daniel Berrigan SJ (* 9. Mai 1921 in Virginia, Minnesota; † 30. April 2016 in New York City, New York) war ein US-amerikanischer Jesuit, Schriftsteller und Friedensaktivist.

## Leben
Daniel Berrigan wuchs in einer kinderreichen Familie in Syracuse (New York) auf; er war der vierte von sechs Brüdern. Sein irischstämmiger Vater Thomas war Eisenbahn-Ingenieur und Gewerkschafter, seine tiefgläubige Mutter Frieda, geborene Fromhart, stammte aus Baden. Er trat in den Jesuitenorden ein, studierte ab 1946 an deren Priesterseminar St. Andrew-on-Hudson in Hyde Park im US-Bundesstaat New York und am Woodstock College in Woodstock bei Baltimore. 1952 wurde er zum Priester geweiht. Er unterrichtete an einer Volksschule in New Jersey und an einem Gymnasium in Brooklyn. Seit 1957 war er Professor für Neues Testament am Le Moyne College, einer Universität der Jesuiten in Syracuse. 1963 erlebte er während eines Sabbatjahres in Frankreich die Aufbrüche in der dortigen katholischen Kirche. Was die Bewegung der Arbeiterpriester angestoßen hatte und dass sie weiterwirkte, obwohl sie von der Römischen Kurie verboten worden war, beeindruckte ihn tief.
Berrigan wurde berühmt, als er am 17. Mai 1968 in Catonsville, Maryland zusammen mit seinem Bruder Philip Berrigan und sieben Mitstreitern (bald die „Catonsville Nine“ genannt) in das Büro der dortigen Wehrpflichtbehörde (Draft board) eindrang und Einberufungsbefehle zum Vietnam-Krieg öffentlich verbrannte. Er wurde zu drei Jahren Gefängnis verurteilt, kam jedoch wegen seiner angegriffenen Gesundheit vorzeitig frei. Seitdem kämpfte er gegen Armut und Gewalt.
Daniel Berrigan und einige andere Mitglieder der Pflugscharbewegung drangen am 9. September 1980 in eine Atomwaffenfabrik der General Electric in King of Prussia ein. Sie zerstörten zwei Sprengkopfhülsen mit Hämmern, sie gossen Blut, das sie sich zuvor selbst abgezapft hatten, auf Werkzeichnungen und Werkzeuge. Danach verharrten sie im Gebet bis zu ihrer Festnahme. Die Mitglieder der „Acht von der Pflugschar“ wurden in einem Aufsehen erregenden Prozess zu 3 bis 10 Jahren Gefängnis verurteilt. Jahrelang beschäftigte der Fall die Gerichte. Am Ende blieb es bei einer Gefängnisstrafe von eineinhalb Jahren. Ab 2000 lehrte Berrigan und an der Fordham University.
Daniel Berrigan war mit Thomas Merton und mit Dorothy Day befreundet. Anfang der 1980er Jahre nahm er am Festival der Friedensdienste der Aktion Sühnezeichen Friedensdienste zu Pfingsten im „Haus der helfenden Hände“ in Beienrode teil.

## Zitate
Manche mögen denken, dass Spiritualität und politische Aktionen absolute Gegensätze sind, aber zum Glück kenne ich Tausende gläubiger Menschen, die sich mit voller Überzeugung durch Protestaktionen und Einsätze gegen ungerechte Machtverhältnisse zum Wort Gottes bekennen.
Was könnte der Mensch heute sein, wie würden die Strukturen aussehen, wenn der Mensch wirklich Mensch wäre? Das wissen wir kaum. Das wagen wir kaum zu wissen. Wir finden uns ab mit unserer Ebene und treiben mit der Strömung.

## Werke
- Die Brücke: Bilder der Kirche
- Ungewöhnliches Gebet: Ein Buch der Psalmen
- Das Boot ist nicht das Ufer, gemeinsam mit Thich Nhat Hanh
- Philip Berrigan: Christen gegen die Gesellschaft. US-Priester im Gefängnis (Prison Journals of a Priest Revolutionary, 1970, dt.). Mit einem Vorwort von Reinhold Iblacker. Reinbek bei Hamburg: Rowohlt Taschenbuch Verl., 1971, 156 Seiten. ISBN 3-499-11498-4 (Enthält neben den Gefängnistagebüchern Philip Berrigans zwei Briefe aus dem Untergrund von Daniel Berrigan sowie Dokumente des radikalkatholischen Widerstands gegen den Vietnamkrieg)
- Der Prozess gegen die Neun von Catonsville (The Trial of the Catonsville Nine, dt. Übersetzung). Frankfurt a. M.: S. Fischer Verlag, 1972, 62 Seiten. ISBN 3-10-005601-9
- Wir streuen dem Mars keinen Weihrauch. Berlin [Ost]: VOB Union Verlag, 1973, 130 S. (Einzige in der DDR erschienene Veröffentlichung von Texten der Berrigans. Der schmale Band versammelt Auszüge aus Leben ohne Repression, Christen gegen die Gesellschaft, den Text des Schauspiels Der Prozess gegen die Neun von Catonsville sowie die Dokumentation einer Diskussion im Fernsehfunk der DDR, die im Anschluss an die Ausstrahlung dieses Theaterstücks gesendet wurde.)
- Im Turm zu Babel ist der Aufzug kaputt. Biblische Geschichten aus der Neuen Welt (The Hole in the Ground. A Book of Parables, dt. Übersetzung), München: Verlag J. Pfeiffer, 1977, 166 Seiten. ISBN 3-7904-0250-8
- Leben ohne Repression. Ein Jesuit verändert die Gesellschaft (No Bars to Manhood, dt. Übersetzung). München: Kösel-Verlag, 1972, 207 Seiten. ISBN 3-466-42027-X
- Zehn Gebote für den langen Marsch zum Frieden (Ten Commandments for the Long Haul, 1981, deutsche Übersetzung). Mit einer Einleitung von Fulbert Steffensky. Stuttgart: Kreuz-Verlag, 1983, 157 Seiten. ISBN 3-7831-0699-0. Neu aufgelegt als Goldmann Taschenbuch 6876, 1985, ISBN 3-442-06876-2.
- Vorwort zu Worte des Vorsitzenden Jesus. Zusammengestellt von David Kirk (Quotations from Chairman Jesus, 1969, deutsche Übersetzung). Freiburg i.Ue.: Laetare Verlag, 1971, 181 Seiten, ISBN 3-85740-003X
- Zwischen Pentagon und Altar. Auszüge aus Interviews. In: Gewaltfreie Aktion. Vierteljahreshefte für Frieden und Gerechtigkeit, 12. Jg., 1. und 2. Quartal 1980, Heft 43/44, S. 23–27

## Auszeichnungen
- War Resisters League Peace Award 1974
- Erich Fried widmete auf der „Berliner Begegnung zur Friedensförderung“ am 14. Dezember 1981 Daniel Berrigan sein Gedicht Die einfache Regel.
- Thomas Merton Award 1988
- Pacem in Terris Award
- Pax Christi USA Pope Paul VI Teacher of Peace Award 1989
- Der Song I Had No Right von Dar Williams handelt von Berrigan und seinem Prozess.